# The Crab (film 1917)
The Crab è un film muto del 1917 diretto da Walter Edwards sotto la supervisione di Thomas H. Ince. Sceneggiato da C. Gardner Sullivan, aveva come interpreti la piccola Thelma Salter, Frank Keenan, Ernest Butterworth, Gertrude Claire, J.P. Lockney, Aggie Herring.

## Trama
Anche se è l'uomo più ricco della città, il vecchio Foster Borrum, dopo la morte della moglie che lui idolatrava, si comporta in maniera sempre più astiosa e amareggiata, provocando nei poveri abitanti del posto paura e disprezzo. Quando Borrum conosce la piccola Ivy Marten, orfana e sola al mondo, decide di adottarla quasi per spregio. La installa in casa sua, ma il suo atteggiamento nei confronti della bambina è talmente freddo e brutale che le autorità si sentono in dovere di prendere dei provvedimenti verso di lui. Denunciato per maltrattamenti, Borrum deve presentarsi in tribunale. La prima testimone è proprio Ivy. Ma, a dispetto di tutte le aspettative dei presenti, Ivy - che vuole bene al vecchio - lo difende dalle accuse. Il cuore duro di Borrum comincia a sciogliersi e, vinto dall'innocenza della bambina e dal suo affetto, ammorbidisce il proprio carattere, sforzandosi di rendere felice la vita della piccola e anche quella degli abitanti del villaggio, fino a quel momento solamente disprezzati.

## Produzione
Il film fu prodotto dalla Kay-Bee Pictures e dalla New York Motion Picture.

## Distribuzione
Distribuito dalla Triangle Distributing, il film uscì nelle sale cinematografiche degli Stati Uniti il 4 febbraio 1917.
Copie complete della pellicola si trovano conservate negli archivi del George Eastman Museum di Rochester e negli Archives du Film du CNC di Bois d'Arcy.